# Marianna (Floryda)
Marianna – miasto w Stanach Zjednoczonych, w stanie Floryda, w hrabstwie Jackson.